# Guilherm Deulofeu
Guilherm (laut anderen Quellen Guilhem) Deulofeu (* 22. Mai 1972 in Marseille) ist ein ehemaliger französischer Beachvolleyballspieler. Er wurde vier Mal französischer Meister im Sand.

## Karriere
Nachdem Deulofeu 1995 seine ersten Open-Turniere mit Eric Meucci absolviert hatte, erkämpfte er mit diesem Partner seinen ersten Landesmeistertitel. 1996 bildete er ein Duo mit Eric Guissart und erreichte bei der Weltserie 1996 den neunten Platz in Lignano Sabbiadoro. Ein Jahr später belegten Deulofeu/Guissart bei der Weltmeisterschaft in Los Angeles den 17. Rang. Das gleiche Ergebnis gab es bei der WM in Marseille. Ein Jahr zuvor standen sie im Finale der französischen Meisterschaften. Bei der Europameisterschaft 1999 in Palma kamen die beiden Franzosen auf den 13. Platz. Bevor sie sich Ende 2000 trennten, standen sie noch einmal auf der zweiten Stufe des Podests der Titelkämpfe ihres Heimatlandes.
Mit seinem neuen Partner Ogier Molinier gewann Deulofeu 2001 zum zweiten Mal die französische Meisterschaft. Ein Erfolg, den die beiden ein Jahr später wiederholen konnten. Bei der EM 2002 schieden Deulofeu/Molinier nach zwei Niederlagen gegen die Letten Grīnbergs/Krūmiņš und das deutsche Duo Ahmann/Hager früh aus. Gegen dieselben Gegner verloren sie auch ein Jahr später in Alanya, wo ihnen in der Vorrunde kein Satzgewinn gelang. Bei der WM in Rio de Janeiro kamen sie ebenfalls nicht über die Gruppenspiele hinaus. Erfolgreicher waren sie im nächsten Jahr, als sie zum dritten Mal gemeinsam im Endspiel der Landesmeisterschaften standen und bei der EM in Timmendorfer Strand erst im Achtelfinale den Spaniern Bosma/Herrera unterlagen. Wenig später trennten sich ihre Wege.
Nachdem er zunächst mit wechselnden Partner angetreten war, bildete Deulofeu 2005 ein neues Duo mit Yannick Salvetti. Ein Jahr später stand der in der Hauptstadt des Département Bouches-du-Rhône geborene Sportler zum vierten Mal in seiner Karriere beim Championat de France auf der obersten Stufe des Treppchens. 2007 scheiterten Deulofeu/Salvetti als Gruppenletzter bei der WM in Gstaad. Anschließend erreichten sie jedoch bei mehreren Open-Turnieren jeweils den neunten Rang. Dieses Ergebnis schafften sie auch bei der EM 2008 in Hamburg, als sie sich den Deutschen Brink/Dieckmann und den Russen Barsuk/Kolodinski, die später Dritter und Vierter wurden, geschlagen geben mussten. Nach einer weiteren Finalteilnahme bei den Landesmeisterschaften endete Deulofeus internationale Karriere beim folgenden Grand Slam in Gstaad.

## Privates
1994 erhielt Guilherm Deulofeu seinen Capes für Mathematik. Das ist die Berechtigung, in Frankreich an weiterführenden Schulen das Lehramt auszuüben. Anschließend leistete er seinen Wehrdienst im Bataillon de Joinville ab. 2016 war er Vater von zwei Kindern im Alter von zwei und vier Jahren und unterrichtete Mathematik am Collège de la Belle-de-Mai. Nebenamtlich war er Übungsleiter der Herrenmannschaft von Aubagne.